# Brattvåg
Brattvåg is een plaats in de Noorse gemeente Haram, provincie Møre og Romsdal. Brattvåg telt 2128 inwoners (2007) en heeft een oppervlakte van 1,85 km².